# Sena's
De Sena's (Bengali সেন Sjen) waren de heersers over Bengalen in de 11e en 12e eeuw. De Sena's waren vrome hindoes, oorspronkelijk kshatriya's uit Karnataka. De hoofdstad van de Sena's was Nabadwip.

## Geschiedenis
De stichter van de dynastie was Hemanta Sen, een prins van de Paladynastie. Hij zette de laatste Palaheerser af in 1095. Zijn opvolger Vijay Sen (1096 - 1159) regeerde meer dan zestig jaar en legde het fundament voor latere uitbreiding. Ballal Sen veroverde de Pala-hoofdstad Gour en breidde het rijk verder uit. Tijdens de regering van Lakshman Sen (1179-1206) werd het kastensysteem opnieuw ingevoerd in Bengalen, nadat het door het boeddhisme in onbruik was geraakt.
De Turkse legeraanvoerder Muhammad Khilji veroverde Bihar en vernietigde Nalanda in 1193. In 1204 veroverde hij Nabadwip en dwong Lakshman Sen zich aan hem te onderwerpen. De Sena's regeerden daarna als semi-onafhankelijke vazallen van de Khilji's, de eerste islamitische heersers van Bengalen. Later werden ze opgevolgd door de Ilya's. Tegelijkertijd bleef een gebied in het oosten van Bengalen onafhankelijk van de Khilji's. Dit gebied werd tot de 14e eeuw geregeerd door de Deva-dynastie, waarschijnlijk de laatste onafhankelijke hindoe-dynastie in Bengalen.

## Cultuur
De Sena's waren orthodoxe hindoes. Tijdens deze dynastie werd het boeddhisme, eeuwenlang de dominante godsdienst in Bengalen, geleidelijk vervangen door het hindoeïsme. De Sena's lieten veel hindoetempels en kloosters bouwen, waaronder de Dhakeshwari-tempel van Dhaka. Net als tijdens de Pala-dynastie bloeide de Bengali literatuur. De dichter Jaideva, schrijver van de Gita Govinda, was een van de pancharatna's (edelstenen) aan het hof van Lakshman Sen.

## Sena-heersers
- Hemanta Sena (1070-1096)
- Vijaya Sena (1096-1159)
- Ballala Sena (1159-1179)
- Lakshman Sena (1179-1206)
- Vishvarup Sena (1206-1225)
- Keshab Sena (1225-1230)